# David L. Rose
Pour les articles homonymes, voir David Rose (homonymie) et Rose.
David L. Rose (né le 19 février 1967, Chapel Hill (Caroline du Nord)) est un scientifique américain. Il est le directeur de Ditto Labs, a Cambridge, dans le Massachusetts,.

## Biographie
Fils de James Rose, il est diplômé de la Madison West High School dans le Wisconsin en 1985. Il obtient un BA en Physique et en Art Plastique du St. Olaf College, en 1989. Il obtient un Masters à l'Université Harvard, en 1992. Il crée la société, Interactive Factory, en 1992, renommée aujourd'hui, iFactory, du groupe RDW, puis la société Opholio. rachetée par Flashpoint Technology en 1998 avant de fonder le Viant’s Innovation Center. En 2002, Rose fonde Ambient Devices,,,,. En 2008, Rose fonde Vitality, dans le domaine médical et reçoit en 2010 le Medical Design Excellence Awards parodié dans The Colbert Report et exposé dans l'exposition Talk to Me au Museum of Modern Art (MoMA). Vitality est vendue au millionnaire Patrick Soon-Shiong, en 2011.